# カルノーの定理 (垂線)

カルノーの定理:三角形のそれぞれの辺の垂線が共点であるとき、
青い部分の面積 = 赤い部分の面積

カルノーの定理（カルノーのていり、英: Carnot's theorem） はラザール・カルノーに因んで名付けられた、三角形の辺に対する垂線が一点で交わる必要十分条件を示した定理である。 ピタゴラスの定理の一般化の一つとなっている。

## 定理
{\displaystyle \triangle ABC}の3辺を{\displaystyle a,b,c}とし、そのそれぞれの{\displaystyle F}を通る垂線が{\displaystyle a,b,c}と{\displaystyle P_{a},P_{b},P_{c}}で交わっているとき以下の式が成り立つ。
{\displaystyle |AP_{c}|^{2}+|BP_{a}|^{2}+|CP_{b}|^{2}=|BP_{c}|^{2}+|CP_{a}|^{2}+|AP_{b}|^{2}}
この定理の逆も同様に成り立つ。つまり、{\displaystyle P_{a},P_{b},P_{c}}を{\displaystyle a,b,c}の垂線の垂足として、上の式が満足する場合、その3垂線は共点である。したがってカルノーの定理は同値性を持つ。

## 特別な場合
{\displaystyle \triangle ABC} を{\displaystyle C}が直角である直角三角形として{\displaystyle F=A}とすると、 {\displaystyle P_{a}=C}, {\displaystyle P_{b}=A} {\displaystyle P_{c}=A}が従い、 {\displaystyle |AP_{b}|=0}, {\displaystyle |AP_{c}|=0}, {\displaystyle |CP_{a}|=0}, {\displaystyle |CP_{b}|=b}, {\displaystyle |BP_{a}|=a} {\displaystyle |BP_{c}|=c}となるのでこれは三平方の定理{\displaystyle a^{2}+b^{2}=c^{2}}を表す。
3つの垂線を垂直二等分線とする、つまり {\displaystyle |AP_{c}|=|BP_{c}|}, {\displaystyle |BP_{a}|=|CP_{a}|},{\displaystyle |CP_{b}|=|AP_{b}|} であれば、当然上式は満たされる。特に3垂線の交点は三角形の外心である。